# Stefan Solyom
Stefan Andreas Solyom, född 26 april 1979 i Oscars församling, Stockholm, är en svensk dirigent, kompositör, arrangör, hornist, pianist. 

## Biografi
Solyom är verksam som dirigent i Sverige, Norge, Danmark, Finland, Tyskland, Storbritannien, USA och Australien. Han är konstnärlig ledare för Nordiska ungdomsorkestern i Lund och Associate Guest Conductor hos BBC Scottish Symphony Orchestra. Han har också dirigerat Kungl. Svea Livgardes Musikkår. Han var chefsdirigent för Helsingborgs symfoniorkester åren 2015–2020.
Han är brorson till pianisten Janos Solyom.

## Priser och utmärkelser
- 1999 – Crusellstipendiet
- 2002 – TCO:s kulturpris